# Saurauia squamellicaula
Saurauia squamellicaula är en tvåhjärtbladig växtart som beskrevs av Friedrich Anton Wilhelm Miquel. Saurauia squamellicaula ingår i släktet Saurauia och familjen Actinidiaceae. Inga underarter finns listade i Catalogue of Life.